# Goniastrea aspera
Goniastrea aspera is een rifkoralensoort uit de familie van de Merulinidae. De wetenschappelijke naam van de soort is voor het eerst geldig gepubliceerd in 1905 door Verrill.